# 유타 대학교
유타 대학교(영어: University of Utah)는 미국 유타주 솔트레이크시티에 위치하고 있는 주립 대학교이다.
유타 대학교는 160년 이상의 기간 동안 미국 서부권내 가장 오래된 대학기관 중 하나로 세계 최고 수준의 교육을 제공하고 있다. 유타 대학교는 U.S. News & World Report에서 선정한 미국내 상위 랭킹의 학과들을 포함한 총 100여개 이상의 학부과정을 제공하고 있으며 지난 2012~2013년 학과 기간 동안 작년 졸업생 수를 뛰어넘는 총 8,100여명 (학위 7,786개, 수료증 369개) 이상의 졸업생을 배출했다. 현재 재학생은 (2013년 가을학기 기준) 32,000명이다.

## 유타 대학교 아시아 캠퍼스
인천 송도의 인천글로벌캠퍼스내에 위치한 유타 대학교 아시아 캠퍼스는 국내에 캠퍼스를 설립한 외국 대학 최초로 인문 및 사회 계열의 신문방송학과, 심리학과, 사회복지학과 등 3개의 학부과정과 공중보건학과 1개의 석사과정을 제공 하고 있다. 2014년 9월에 아시아캠퍼스의 첫 신입생을 맞이한 유타 대학교는 인문, 사회 계열 및 의학, 공학, 유전 공학 등의 분야에서 세계 최고의 교육을 제공해오며 최근 유타 대학교는 세계대학 랭킹센터 (CWUR) 평가에서 세계 70위를 차지 하였다. 모든 재학생은 학위과정 중 1년을 미국 본교에서 수학하게 되며 본교와 동일한 졸업장을 받는다. 또한 재학생들은 유타 대학교에서 임명된 적임 교수에게 교육을 받아 유타 대학교의 학위를 취득하게 된다. 유타 대학교의 모든 학과과정은 학생들이 졸업 후 진출 분야에서 성공할 수 있도록 전문적이고 실용적인 지식을 쌓는 것은 물론, 비판적 사고, 글로벌 리더십 등 다양한 역량을 함양할 수 있도록 디자인 됐다.